# Adam Murimuth
Adam Murimuth (circa 1274-1347) fue un eclesiástico y cronista de Inglaterra.
Nació en 1274 o 1275 y estudió derecho en la Universidad de Oxford. Entre 1312 y 1318 ejerció en la curia papal en Aviñón. El rey Eduardo II de Inglaterra y el arzobispo Robert Winchelsey se encontraban entre sus clientes, y sus servicios legales le aseguraron derechos canónicos en Hereford y en la Catedral de San Pablo, y ser precentor en la Catedral de Exeter. En 1331 se retiró a la vida del campo (en Wraysbury, Buckinghamshire), y se dedicó a escribir la historia de su época.

## Trabajos
La crónica que escribió sobre su época tiene por nombre: "Chronicon, sive res gestae sui temporis quibus ipse interfuit, res Romanas et Gallicas Anglicanis intertexens, 1302-1343" (Cottonian Library MSS). Su Continuatio chronicarum, comenzado no antes de 1325, relata desde principios de 1303, y continúa hasta 1347, el año de su muerte. Precario al principio, se densifica para 1340 aproximadamente y es especialmente valioso por la historia de las guerras francesas. Murimuth nos da una audaz narración de los hechos, incorporando muchos documentos en la última parte de su libro. Los anales de san Pablo editado por el obispo William Stubbs se relacionan cercanamente con el trabajo de Murimuth, pero probablemente no a su estilo. La Continuatio siguió su curso después de su muerte por un escritor anónimo hasta 1380.
La única versión completa del Continuatio chronicarum es la de Edward Maunde Thompson (Rolls series, 1889). El prefacio para esta edición, y el de Chronicles of Edward I and II vol. i. (Rolls series, 1882) de William Stubbs pueden ser consultadas. La continuación anónima está impresa en la edición de T. Hog de Murimuth (Eng. Hist. Soc., London, 1846).